# Catedral de Santa Ana (Ocaña)
La Catedral de Santa Ana, oficialmente Parroquia de la Catedral de Santa Ana de Ocaña, es una iglesia catedralicia de culto católico consagrada a Santa Ana, es un edificio de estilo ecléctico localizado en el costado sur de la Plaza parque 29 de Mayo de Ocaña (Norte de Santander). La catedral es sede del Obispo de Ocaña.

## Historia
Manuel Benjamín Pacheco elaboró una documentada historia de la Parroquia de Santa Ana, titulada "Monografía Eclesiástica de la Parroquia de Ocaña", escrita por Joaquín García Benítez, obispo de Santa Marta, con motivo de celebrarse el 4° centenario de creación de la Diócesis.
Según el Archivo Histórico Notarial de Ocaña, el día 26 de julio -festividad de San Joaquín y Santa Ana- de 1570, ranchearon Francisco Fernández de Contreras y sus compañeros de expedición, en el sitio donde había ser fundada la villa de Santa Ana hoy en día la ciudad de Ocaña, donde se funda el 14 de diciembre del mismo año.
El primer acto protocolario que se desarrolló el día de la fundación fue el oficio de una misa, a cargo de Fermín de los Reyes, franciscano que vino en compañía de Francisco Fernández. En de 1571 fue erigida como Parroquia.
Entre el número de los sucesos que han debido afrontar los párrocos y sus colaboradores, en los últimos, en los últimos decenios algunos de ellos fueron:
- La creación de la Diócesis de Ocaña el 26 de octubre de 1962 con la bula Quoniam arcana del papa Juan XXIII; por el cual es elevada a catedral, hasta ese momento la Parroquia Santa Ana de Ocaña.

- El Robo de la Imagen de Nuestra Señora de las Gracias de Torcoroma junto con el Santísimo Sacramento, el día 11 de marzo de 1981; por el argentino Carlos Alberto Delvechio y dos sujetos que tampoco eran ocañeros.

- La toma por parte de los trabajadores municipen 1981

- La restauración del Retablo Mayor en 2015.

- La visita del nuncio apostólico de la Santa Sede en Colombia, Monseñor Ettore Balestrero, en marzo del 2016; en conmemoración de la Semana Santa.

- La Toma de posesión de la sede episcopal de los Obispos de la Diócesis de Ocaña:

### El Retablo Mayor
De acuerdo con la información recopilada del Archivo Diocesano, en el Archivo Histórico Notarial de Ocaña y fuentes secundarias, se define que el retablo fue fabricado en 1768, y el 19 de diciembre de 1775 se firmó el contrato de decoración con el artista Felix de Ospino, natural de la Villa de Mompox.
En el apartado de los materiales a utilizar dice:
La Catedral, además del Altar Mayor, tenía retablos menores con diversas advocaciones.
También se determinó que las imágenes que están en el retablo no son las mismas que existían en 1795 y 1817, registradas en los respectivos inventarios.
En el muro sobre el que está soportado el Retablo Mayor, existe una pintura Mural que se puede considerar como una de las primeras decoraciones que tuvo la Catedral.

#### Estilo Artístico
El retablo es de estilo barroco reconocido po el uso de columnas salomónicas o amelcochadas con los fustes decorados con tallas doradas de hojas y racimos de uvas, y complementado con tallas doradas aplicadas.
En el remate se destaca el águila bicéfala, símbolo de los Reyes de España, perteneciente a la familia de los Austrias.

#### Modificaciones
Durante 1932 y 1933 la catedral es "estucada", pintándola con imitación de material pétreo. Posiblemente en esta época el retablo es pintado con la misma técnica.
La imagen de Santa Ana que fue regalada por el obispo de la Diócesis de Santa Marta en 1931,  se ubica en el antiguo exposiatorio.
El retablo tiene un nuevo exposiatorio y la imagen de Santa Ana se ubica en la hornacina central.
Se instala un nuevo sotobanco, y se adicionan flores y modillones alrededor de las hornacinas.
En de 1979, se pinta el retablo con los colores azul oscuro, dorado, crema.
En 1992 se reemplazan las pinturas sobre madera, por unas nuevas con la misma iconografía.

#### Etapas Decorativas
En la decoración original, los colores del retablo responden a los definidos en el contrato. 

#### Restauración
El trabajo de restauración del Retablo Mayor, inició el 17 de enero de 2015, a cargo del restaurador José Miguel Navarro Soto, Restaurador profesional de bienes muebles de la Universidad Externado de Colombia. Los recursos económicos para poder realizar el proceso de Restauración, fueron donados por el Fondo de Embajadores de los Estados Unidos, el Ministerio de Cultura, la Gobernación de Norte de Santander y por toda la comunidad Ocañera. 
El 25 de octubre de 2017, en el marco de los 55 años de creación de la Diócesis de Ocaña, se realiza la entrega oficial del proyecto a la comunidad Ocañera.